# 이지스 어쇼어
이지스 어쇼어는 지상 배치형 이지스 시스템으로  해상의 이지스 구축함에서 운용하는 레이다와 미사일 발사대 등의 미사일 요격 체계(이지스 BMD)를 지상에 적용한 것으로서 현재 루마니아 남부의 미 공군 데베셀루 공군기지에 실전 배치돼이다.

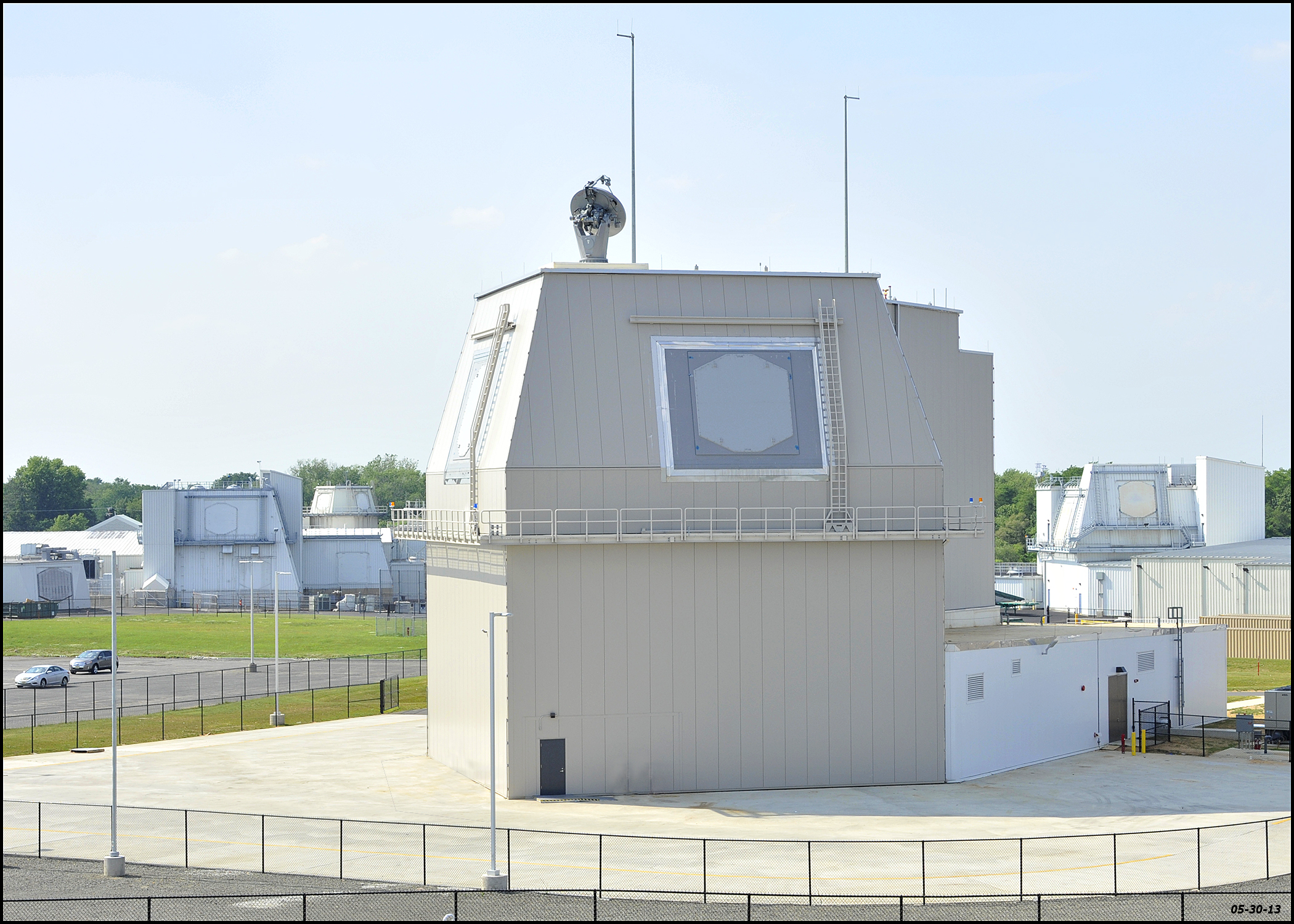
루마니아 데베셀루 공군기지의 이지스 어쇼어

## INF 조약
2017년 12월 28일, 러시아 외무부 마리아 자하로바 대변인은 일본에 설치하기로 한 이지스 어쇼어 2개 포대는 INF 조약 위반이라고 주장했다.
원래 이지스 BMD는 해군 구축함에 설치된 이지스 레이다와 스탠더드 함대공 미사일 세트인데, 이것을 지상에 배치한 것이 이지스 어쇼어이다. 원래 한미일의 이지스함의 수직발사관(VLS)에는 스탠더드 미사일 대신 토마호크 미사일도 탑재할 수 있다. 러시아는 이 점을 지적해, 지상에 배치한 수직발사관(VLS) 안에 스탠더드 지대공 미사일만 탑재했는지, 토마호크 핵순항미사일도 탑재했는지 아무도 알 수가 없다며, 지상발사형 토마호크 핵순항미사일은 INF 조약 위반이라고 주장한다. 원래 INF 조약 때문에 미국은 토마호크 미사일을 구축함, 잠수함에만 탑재하고 있다.
배치 예정지역인 아키타현에서 베이징은 2000 km, 야마구치현에서 베이징은 1500 km 떨어져 있다. 미국의 핵토마호크 사거리는 2500 km이다.
2018년 1월 11일, 오노데라 이쓰노리(小野寺五典) 일본 방위상은 육상 배치형 요격 시스템 '이지스 어쇼어'를 북한과 중국의 미사일 위협을 억지하는 주축 전력으로 삼을 계획이라고 밝혔다.

## 토마호크
러시아가 이지스 어쇼어가 INF 조약 위반이라고 주장하는 이유는 이지스 어쇼어의 SM-3 지대공 미사일이 토마호크 미사일과 외양이 같기 때문이다.
- SM-3 지대공 미사일, 길이 6.55 m, 직경 533 mm, 무게 1.5톤, 사거리 2500 km
- 토마호크 미사일, 길이 6.25 m, 직경 533 mm, 무게 1.44톤, 사거리 2400 km

토마호크는 다른 출처에서는 최대사거리가 3000 km 라고도 한다.
미국 이지스함의 마크 41 VLS에는 RIM-66 스탠더드, RIM-67 스탠더드, RIM-161 SM-3, RIM-174 스탠더드 ERAM, RGM-109 토마호크, RUM-139 VL-ASROC, RIM-7 시 스패로, RIM-162 ESSM을 장착할 수 있다. 이지스 어쇼어는 이러한 마크 41 VLS를 지상에 설치한 것이다.
결국 도널드 트럼프 대통령은 INF 조약을 파기했다. 그러나, 이지스 어쇼어를 도입하기로 했던 일본은, 도입을 취소했다. 트럼프 대통령은 일본에 토마호크 수출을 허가했고, 일본은 일본판 토마호크 미사일을 개발중이다. 이러한 정황들만 보면, 러시아의 의심처럼 일본은 토마호크가 목적이었지, 이지스 어쇼어는 별로 관심이 없었던 것으로 보인다.

## 日 이지스 어쇼어 도입 중지
2020년 6월 16일, 일본 정부는 이지스 어쇼어 도입 중단을 발표했다. 중단 이유는 다음과 같다.
- 요격 미사일(SM3) 발사 후 민간인에게 피해 없이 부스터(추진체)를 자위대 연습장 내에 확실히 떨어뜨릴 수 있는지 불확실하다.
- 경로를 제어할 수 있는지 여부는 일본이 미국과 협의한 결과, 하드웨어를 포함해 시스템 전체의 대폭적인 개량이 필요하다는 사실을 인지했다.
- 완전한 철회가 아니라 사업 중단이다. 차후에도 계속해서 협의해서 검토할 것이다.
- 미국 측이 앞서 방위성에서 소프트웨어를 개량하면 기술적 문제를 해결할 수 있다고 설명했다.

### 이지스 어쇼어 대체제 이지스함 도입
일본 집권여당 관계자를 인용해 일본 정부는 향후 2척의 이지스함을 추가 도입할 계획이라고 밝혔다. 일본 자위대는 2021년 3월까지 8척의 이지스함 체제를 갖추지만, 이지스 어쇼어 도입 중단으로 인해 비는 전력 공백을 2척의 이지스함을 추가건조해서 메꿀 전략이다. 이지스함 2척을 신규 도입하는 데에는 4,000억엔(약 4조4,000억원)의 건조 비용이 들고 600명의 승조원이 필요하다. 만성적인 인력 부족에 시달리고 있는 해상자위대의 상황을 감안해  당초 이지스 어쇼어 운용에 투입할 예정이었던 육상자위대원을 파견이 검토되고 있는 것으로 전해졌다.
2020년 11월, 경하 배수량 8,200t급인 마야급보다 더 큰 9,000t급 순양함 규모의 차세대 이지스함 2척을 도입하는 방향을 검토중이다.

## 같이 보기
- SM-3
- RIM-67 스탠더드
- 사드
- 레드지코보 공군기지
- 몰즈워스 공군기지